# Boulder Cones
Die Boulder Cones (englisch für Brockenkegel) sind eine Gruppe von Bergkegeln auf der antarktischen Ross-Insel. Sie ragen 1,4 km südwestlich des Castle Rock auf der Hut-Point-Halbinsel auf.
Die Benennung nahm der australische Geologe und Geograph Frank Debenham während der britischen Terra-Nova-Expedition (1910–1913) bei einer Vermessung der Hut-Point-Halbinsel im Jahr 1912 vor.